# Corrado Miliani
Corrado Miliani o Migliani noto anche come Corrado d'Ascoli (Ascoli Piceno, 18 settembre 1234 – Ascoli Piceno, 19 aprile 1289) è stato un religioso italiano, appartenuto all'Ordine dei frati minori. È venerato come beato dalla Chiesa cattolica e viene ricordato il 19 aprile.

## Biografia

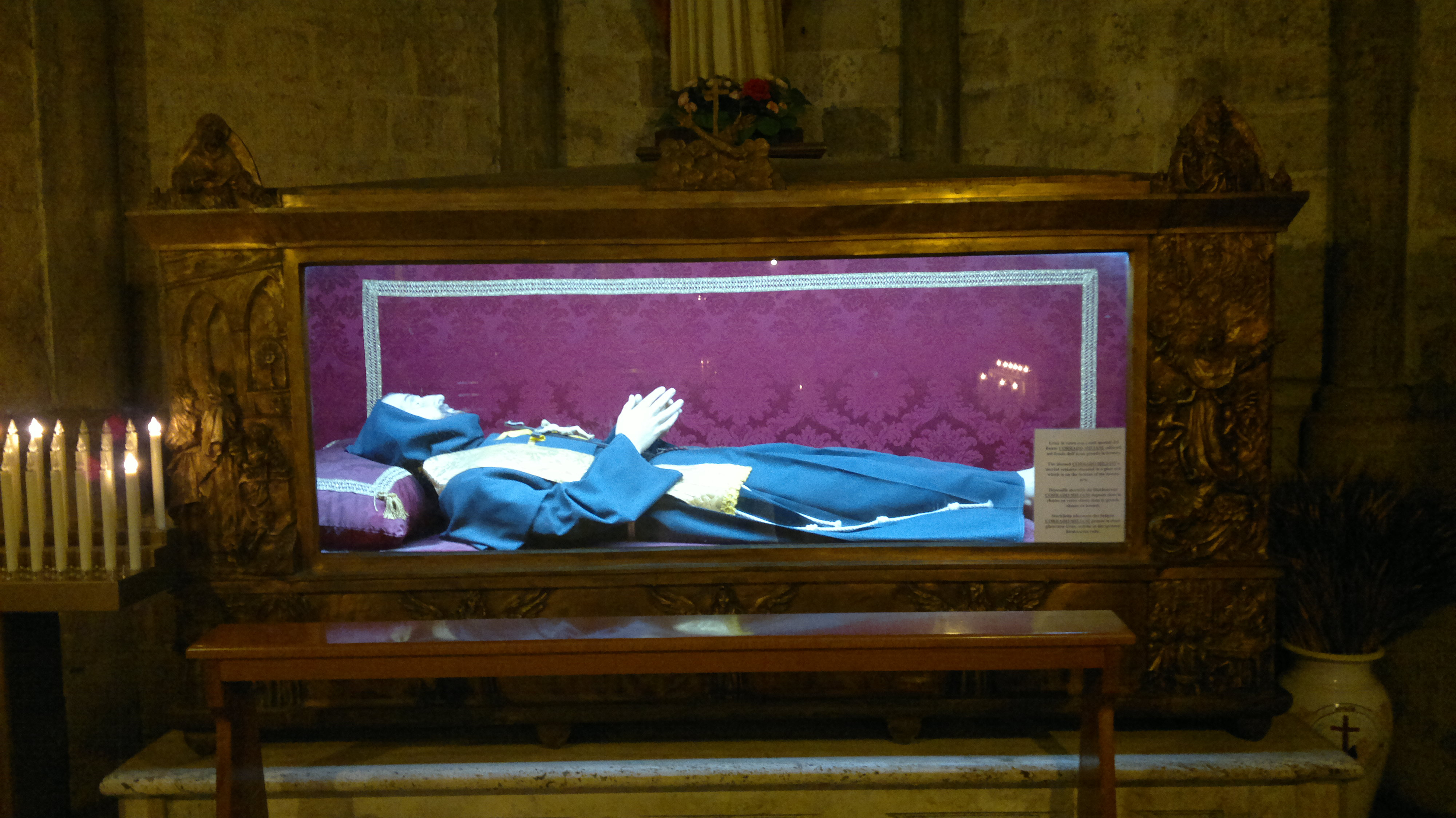
Corpo del Beato Corrado Miliani (o Migliani), custodito nell'urna presso la chiesa di San Francesco di Ascoli Piceno

Nacque da Francesco Miliani (o Migliani) ed Agnese di Marcello Saladini, nobildonna discendente dal ramo ascolano della famiglia Saladini, Conti di Rovetino.
Sebbene destinato per i suoi natali a diventare cavaliere, fin dalla prima adolescenza mostrò «indizi di santità», e si avvicinò con sentimenti di fraterna e cristiana amicizia a Girolamo Masci, suo conterraneo nato a Lisciano, cui predisse che sarebbe salito al soglio di Pietro. Nell'anno 1250 abbracciò il progetto di vita indicato da Francesco d'Assisi, che era stato in visita nella città marchigiana nel 1215, ed entrò nel convento ascolano dell'Ordine dei frati minori conventuali. Con il futuro papa Niccolò IV, suo confratello, frequentò con profitto il corso studi di teologia, nella sede dell'Università di Perugia, conseguendo il dottorato. Il Masci, divenuto in seguito Generale dei frati minori, inviò nel 1274, come missionario in terra d'Africa, frate Corrado che per primo, nel periodo medioevale, raggiunse la regione libica della Cirenaica e con la sua opera di predicatore ottenne un vasto numero di conversioni al cristianesimo.
La sua esperienza di evangelizzatore si concluse nel 1277, quando fu richiamato a tornare in Italia ed incaricato di recarsi a Parigi per insegnare Teologia presso la sua cattedra della Sorbona. Rimase in Francia fino al 1288, anno in cui il suo amico Girolamo, ormai divenuto papa col nome di Niccolò IV, lo invitò a tornare in patria per raggiungere Roma, dove gli avrebbe conferito la porpora cardinalizia. Fu così che frate Corrado partì da Parigi nel novembre del 1288 e percorse a piedi nudi tutta la strada fino ad Ascoli Piceno, arrivandovi nel febbraio dell'anno successivo, nel 1289. Questa lunga fatica provò profondamente la già malferma salute del francescano che si ritirò presso il convento di San Lorenzo di Piagge, nella grotta che ancora oggi porta il suo nome, detta "Grotta del Beato Corrado", dove morì e fu sepolto il 19 aprile dello stesso anno.
La sua salma incorrotta fu traslata nella chiesa di San Francesco di Ascoli Piceno il 28 maggio 1371, anno della consacrazione del sacro edificio, e composta all'interno di un pregevole sepolcro.
Fin qui la notizie tradizionalmente tramandate. La maggior parte delle notizie riferite alla sua persona provengono dal Compendium del “Processus b. Corradi” redatto da Luca Wadding, Annales - 1289, come additio nel Tomo IV, Lugduni, 1637, pp. 24–26 e dal volumetto di Francesco Antonio Migliani: “Vita del B. Corrado Migliani di Francesco Antonio Migliani, Patritio Ascolano tra gl'Innestati detto l'Acerbo” notizie che, ad un'analisi critica compiuta da padre Antonino Franchi, appare come “panegirico secentesco, elaborato da un erudito falsario ai fini di favorire la nobiltà di famiglie patrizie di Ascoli” e dalle quali presero spunto tutti gli autori che hanno affrontato l'argomento. Unica voce “fuori dal coro” quella di Raniero Giorgi il quale per primo smonta parecchi dei luoghi comuni tradizionalmente tramandati sul beato Corrado.
Sull'effettiva esistenza del “frater Conradus, vir Sanctus” non si nutre alcun dubbio. Da notare il fatto che nella prima edizione del 1628 del II Tomo degli Annales-1289 del Wadding, sul beato Corrado non appaiono che poche righe, riprese da Mariano da Firenze e da Bartolomeo da Pisa: “Frater Conradus, incerti cognominis, sepultus in conventu Asculano, cuius obitus diem solemni festo quotannis commemorant Asculani, idque merebantur crebra eius miracula, et in populum quotidiana beneficia”. È solo tra il 1628 e il 1637 che frater Conradus assurse ufficialmente a ruolo di beato appartenente alla nobile famiglia dei Migliani, quando, cioè, al Wadding venne consegnato quello che sembrerebbe il falso processo di beatificazione del beato, e che venne pubblicato senza alcuna nota critica sulla sua provenienza e sul suo contenuto, a tratti assolutamente fantasioso. Subito dopo la pubblicazione del Compendium, venne effettuata una ricerca del processum originale e, a tal fine, il gesuita Daniel Papebroch richiese agli Anziani del comune di Ascoli Piceno la copia del processo informativo che risultava dover essere conservato nell'archivio della città. Il consiglio cittadino, nella sua seduta del 28 febbraio 1671, incaricava i consiglieri Francesco della Torre ed Ottavio Novelli di effettuare la ricerca; ma questa ebbe esiti negativi. Lo stesso risultato si ottenne nella ricerca promossa presso gli archivi della Santa Sede.
Il culto del beato trovò l'approvazione e la conferma ufficiale di papa Pio VII il 30 agosto 1783.